# Osman Duraliev
Osman Duraliev (in bulgaro Осман Дуралиев?; Vladimirovitsi, 15 gennaio 1939 – Istanbul, 25 aprile 2011) è stato un lottatore bulgaro, specializzato nella lotta libera.

## Palmarès

### Olimpiadi
- 2 medaglie:
  - 2 argenti (Città del Messico 1968 nei +97 kg; Monaco di Baviera 1972 nei +100 kg)

### Mondiali
- 4 medaglie:
  - 4 argenti (Delhi 1967 nei +97 kg; Mar del Plata 1969 nei +100 kg; Edmonton 1970 nei +100 kg; Sofia 1971 nei +100 kg)

### Europei
- 4 medaglie:
  - 4 argenti (Istanbul 1967 nei +97 kg; Sofia 1968 nei +97 kg; Skopje 1969 nei +100 kg; Katowice 1972 nei +100 kg)